# Vládní zmocněnec pro jadernou energetiku
Vládní zmocněnec pro jadernou energetiku byla funkce zřízená v roce 2016 a zrušená usnesením vlády v květnu 2023. V minulosti ji zastávali Ján Štuller a Jaroslav Míl.
Zmocněnec byl jmenován Vládou České republiky na čtyřleté funkční období. Měl například právo jménem České republiky jednat se strategickými dodavateli jaderných zařízení a koordinovat orgány státní správy ve věci stavby nových jaderných zařízení. Zároveň zastával funkci tajemníka Stálého výboru pro jadernou energetiku. Funkce byla založena na jaře 2016  a prvním jmenovaným zmocněncem byl Ján Štuller od 15. června 2016.

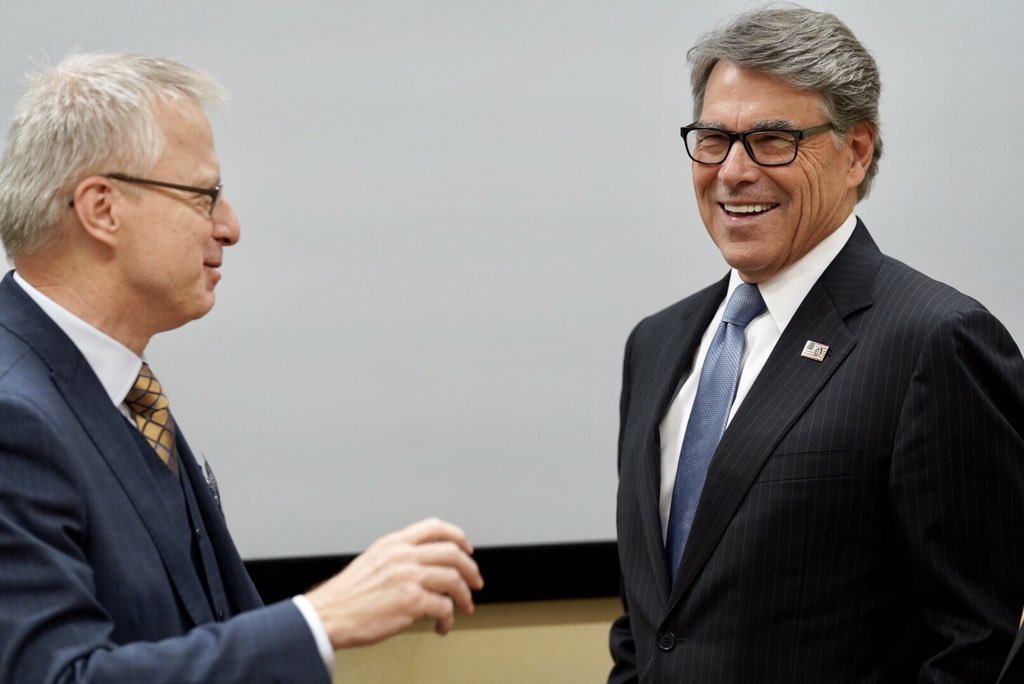
Jaroslav Míl (vlevo) a tehdejší Ministr energetiky USA Rick Perry v roce 2019

V únoru 2019 byl vládním zmocněncem jmenován Jaroslav Míl. Zároveň se předsedou Stálého výboru pro jadernou energetiku stal předseda vlády; vládní zmocněnec nově zastával úřad místopředsedy spolu s ministrem průmyslu a obchodu.
V březnu 2021 byl Jaroslav Míl na návrh tehdejšího ministra průmyslu a obchodu Karla Havlíčka odvolán z funkce. Míl před svým odvoláním kritizoval kroky při přípravě tendru na stavbu nového bloku Jaderné elektrárny Dukovany. O svém odvolání do poslední chvíle nevěděl a postup ministerstva zkritizoval v dopise adresovaném Bezpečnostní radě státu. Následně byl zajištěním činností zmocněnce dočasně pověřen Ministr průmyslu a obchodu.
Vláda Petra Fialy funkci zmocněnce zrušila usnesením z 10. května 2023.

## Seznam zmocněnců
| Pořadí | Vládní zmocněnec | Vládní zmocněnec      | Začátek a konec v úřadu          | Vláda                                                  |
| ------ | ---------------- | --------------------- | -------------------------------- | ------------------------------------------------------ |
| 1.     | Ján Štuller      | Není dostupný portrét | 15. červen 2016 – 31. leden 2019 | Vláda B. Sobotky 1. vláda A. Babiše 2. vláda A. Babiše |
| 2.     | Jaroslav Míl     | Není dostupný portrét | 1. únor 2019 – 30. březen 2021   | 2. vláda A. Babiše                                     |